# منتخب ناميبيا لكرة السلة
منتخب ناميبيا لكرة السلة (بالإنجليزية: Namibia national basketball team)‏ هو ممثل ناميبيا الرسمي في المنافسات الدولية في كرة السلة
.